# Nils Urbach

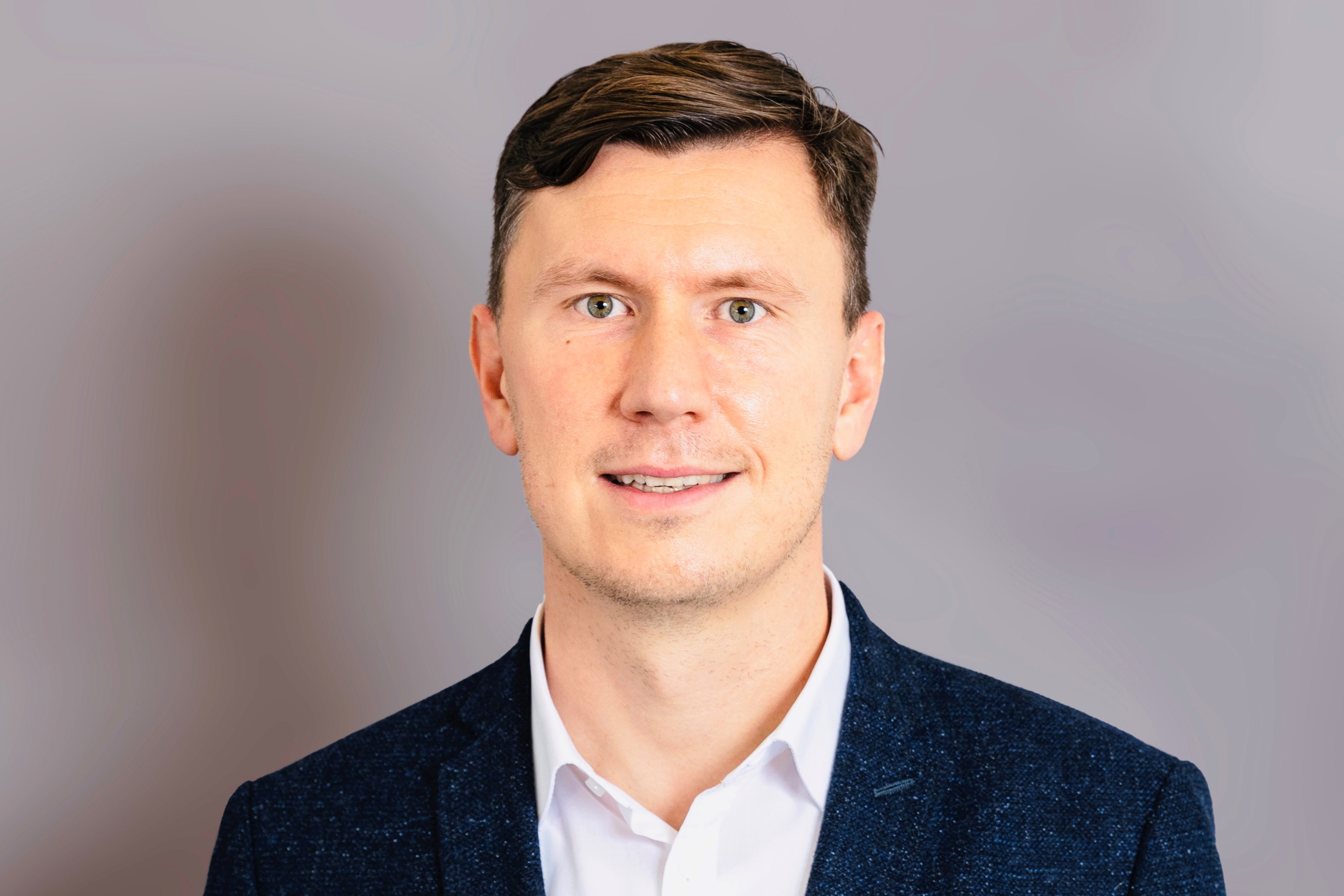
Nils Urbach (2021)

Nils Urbach (* 1980) ist ein deutscher Wirtschaftsinformatiker und Inhaber der Professur für Wirtschaftsinformatik, insb. Digital Business und Mobilität, an der Frankfurt University of Applied Sciences.

## Leben
Nils Urbach studierte von 2000 bis 2004 Wirtschaftsinformatik an der Universität Paderborn, an der er 2004 seinen Abschluss als Diplom-Wirtschaftsinformatiker erzielte. Anschließend war er von 2004 bis 2006 als Unternehmensberater für Accenture in Kronberg im Taunus tätig. Nach seinem Wechsel an die EBS Business School in Wiesbaden arbeitete er dort zunächst von 2006 bis 2010 als wissenschaftlicher Mitarbeiter am Institute of Research on Information Systems, an dem er im Januar 2010 mit „summa cum laude“ promoviert wurde (Erstgutachter Gerold Riempp, Zweitgutachterin Christine Legner). Im Anschluss daran war er von 2010 bis 2013 als Postdoktorand an der EBS Business School beschäftigt, an der er das Competence Center Strategisches IT-Management leitete. Parallel war er während dieser Zeit als Managing Consultant bei Horváth & Partners in Frankfurt tätig. Von 2013 bis 2020 war er Inhaber der Professur für Wirtschaftsinformatik und Strategisches IT-Management an der Rechts- und Wirtschaftswissenschaftlichen Fakultät der Universität Bayreuth. Internationale Erfahrung sammelte Nils Urbach unter anderem während seiner Forschungsaufenthalte 2008 an der University of Pittsburgh (Joseph M. Katz Graduate School of Business) sowie 2012 an der Université de Lausanne (Hautes Etudes Commerciales).
Urbach ist seit 2020 Inhaber der Professur für Wirtschaftsinformatik, insbesondere Digital Business und Mobilität, am Fachbereich Wirtschaft und Recht sowie Direktor des Research Lab for Digital Innovation & Transformation (ditlab) der Frankfurt University of Applied Sciences. Zudem ist er seit 2013 stellvertretender wissenschaftlicher Leiter am Kernkompetenzzentrum Finanz- & Informationsmanagement (FIM) und der Projektgruppe Wirtschaftsinformatik des Fraunhofer-Instituts für Angewandte Informationstechnik FIT in Augsburg und Bayreuth sowie Mitgründer und Leiter des Fraunhofer Blockchain-Labors.

## Forschung und Lehre
In Forschung und Lehre befasst sich Nils Urbach schwerpunktmäßig mit Fragestellungen in den Bereichen Digitalisierung und Strategisches IT-Management. Dabei liegt sein Forschungsfokus insbesondere auf der Untersuchung von Adoption, Nutzung und Erfolg von digitalen Innovationen und der darauf aufbauenden Ableitung von Gestaltungsempfehlungen sowie der Untersuchung und Gestaltung von Lösungen zur Steuerung von IT-Organisationen und digitalen Organisationseinheiten. Jüngere Forschungsprojekte konzentrieren sich auf die Digitale Transformation im individuellen und organisationalen Kontext. In diesem Zusammenhang beschäftigt er sich sowohl mit den technologischen Treibern der Digitalisierung (u. a. Künstliche Intelligenz, Blockchain, Cloud Computing) als auch mit den Auswirkungen auf das Management (u. a. Agile Organisationsformen, Arbeitsplatz der Zukunft, IT-Management im digitalen Zeitalter). In seiner Forschung kommen sowohl empirische als auch gestaltungsorientierte Forschungsmethoden als komplementäre Ansätze zum Einsatz.
Seine umfangreichen Forschungsergebnisse wurden in internationalen Fachzeitschriften veröffentlicht und auf internationalen Fachtagungen präsentiert. Gemeinsam mit Frederik Ahlemann verfasste er die Bücher IT-Management im Zeitalter der Digitalisierung und IT Management in the Digital Age. Gemeinsam mit Maximilian Röglinger hat er die Buchreihe Digitalization Cases (Vol. 1 und 2) herausgegeben. Für seine Arbeit wurde Nils Urbach unter anderem mit dem Best Paper Award der 25th European Conference on Information Systems (ECIS 2017) ausgezeichnet. Laut Lifetime Ranking des Handelsblatts im Jahr 2020 zählt er zu den 10 % forschungsstärksten Betriebswirten im deutschsprachigen Raum. Im Jahr 2021 wurde er von der Association for Information Systems (AIS) als AIS Distinguished Member Cum Laude ernannt.

## Schriften (Auswahl)
- Investigating the success of employee portals. A quantitative-empirical study. European Business School, Wiesbaden 2010, DNB 1000512428.
- Analyzing Employee Portal Success. Methods, Results, and Implications. Südwestdeutscher Verlag für Hochschulschriften, Saarbrücken 2012, ISBN 978-3-8381-3041-5.
- mit Frederik Ahlemann: IT-Management im Zeitalter der Digitalisierung. Auf dem Weg zur IT-Organisation der Zukunft. Springer Gabler, Berlin und Heidelberg 2016, ISBN 978-3-662-52831-0 (engl. Ausgabe: IT Management in the Digital Age. A Roadmap for the IT Department of the Future. Springer, Cham 2018, ISBN 978-3-319-96186-6).
- Marketing im Zeitalter der Digitalisierung. Chancen und Herausforderungen durch digitale Innovationen. Springer Gabler, Wiesbaden 2020, ISBN 978-3-658-30509-3.